# Æthelswith
Æthelswith (auch: Ethelswith, Æthelswitha, Ethelswitha, * ca. 838; † 888) war Ehefrau von König Burgred von Mercia und damit Königin des angelsächsischen Königreichs Mercia von 853 bis 874.

## Leben
Æthelswith war die Tochter von König Æthelwulf von Wessex und seiner ersten Frau Osburga, Tochter von Oslac. Æthelswith ist die einzige überlieferte Tochter Æthelwulfs. Æthelswith hatte fünf Brüder, darunter die späteren Könige von Wessex, Æthelbald, Æthelberht, Æthelred und Alfred der Große.
Æthelswith lebte in einer Zeit, in der das Königreich Mercia seine Vormachtstellung unter den angelsächsischen Königreichen zugunsten von Wessex verlor, da Mercia durch zunehmende Wikingereinfälle sowie Auseinandersetzungen mit dem walisischen Königreich Powys an der westlichen Grenze unter Druck geriet. König Burgreds Heirat mit Æthelswith 853 diente wohl dazu, die bisherige Rivalität zwischen Mercia und Wessex zu beenden und sich einen Bundesgenossen gegen die Wikinger und Waliser zu sichern. In der Folge unterstützte Wessex z. B. Mercia bei einer militärischen Kampagne 853 gegen das Königreich Powys. Teil der Abmachung zwischen Mercia und Wessex war auch, dass das bisher zu Mercia gehörige Berkshire Teil von Wessex werden sollte, auch wenn es weiter von Ealdormen aus Mercia beherrscht wurde. Die Mediävistin Barbara Yorke nimmt an, dass das Land möglicherweise Æthelswith als Mitgift mitgegeben wurde, da sie später darüber verfügen konnte. Laut Asser, Biograf Alfreds des Großen, fand die Hochzeit zwischen Æthelswith und Burgred nach Ostern 853 auf dem königlichen Anwesen in Chippenham statt und wurde „königlich“ gefeiert.
Æthelswiths Ehe mit König Burgred war nur eine Verbindung zwischen den Königshäusern Mercia und Wessex, so heiratete später Æthelswiths Bruder Alfred Ealhswith, eine Angehörige des Adels aus Mercia, und Alfreds Tochter Æthelflæd wurde mit Ealdorman Æthelred von Mercia verheiratet.
Wie auch ihre Vorgängerinnen im 9. Jahrhundert scheint Æthelswith eine nicht unbedeutende Rolle als Königin von Mercia gespielt haben, denn sie ist auf jeder Urkunde (charta) ihres Ehemannes, König Burgred, als Zeugin aufgeführt. Im Gegensatz zu Königsgemahlinnen in Wessex, die im 9. Jahrhundert nicht als Königinnen gekrönt wurden, wird Æthelswith in zeitgenössischen Dokumenten als Königin (regina) bezeichnet. Bemerkenswert ist ferner eine Urkunde (charter S1201) aus dem Jahr 868, mit der Æthelswith eine Schenkung von 15 Hides Land in Berkshire in ihrem eigenen Namen machte, was selten für eine Königin zu angelsächsischer Zeit war.
Nachdem die Wikinger 874 Mercia eroberten, wurde Burgred abgesetzt und floh ins Exil. Er ging laut Alfreds Biograf Asser als Pilger nach Rom und starb dort kurz danach. Bezeugt ist Burgreds und Æthelswiths Ankunft in Italien im Liber Vitae der Abtei San Salvatore in Brescia in Norditalien, was auf der Pilgerroute nach Rom liegt. In der heutigen historischen Forschung wird meist angenommen, dass Æthelswith nach Burgreds Tod als Witwe in Rom weiter gelebt hat. Die Angelsächsische Chronik vermerkt Æthelswiths Tod 888 in Pavia, Italien. Einige der heutigen Historiker vermuten, dass Æthelswith als Pilgerin in Pavia war, andere schreiben, dass sie dort gelebt habe oder auf dem Reiseweg nach England gewesen sein könnte.

## Æthelswiths Ring
Von Æthelswith gibt eine materielle Hinterlassenschaft: einen Ring, der zwischen Aberford und Sherburn in West Yorkshire gefunden wurde und heute im British Museum in London aufbewahrt wird. Es handelt sich um einen Goldring von ca. 2,6 cm Durchmesser mit Verzierungen aus Niello, der im Trewhiddle-Stil gestaltet ist. Das Stück trägt auf der Rückseite die Inschrift Æthelswith Regina. Der Ring entstand vermutlich während der Regierungszeit Burgreds und war eher ein königliches Geschenk oder ein Amtssymbol denn ein Ring, der von Æthelswith getragen wurde.